# Einheitsübersetzung

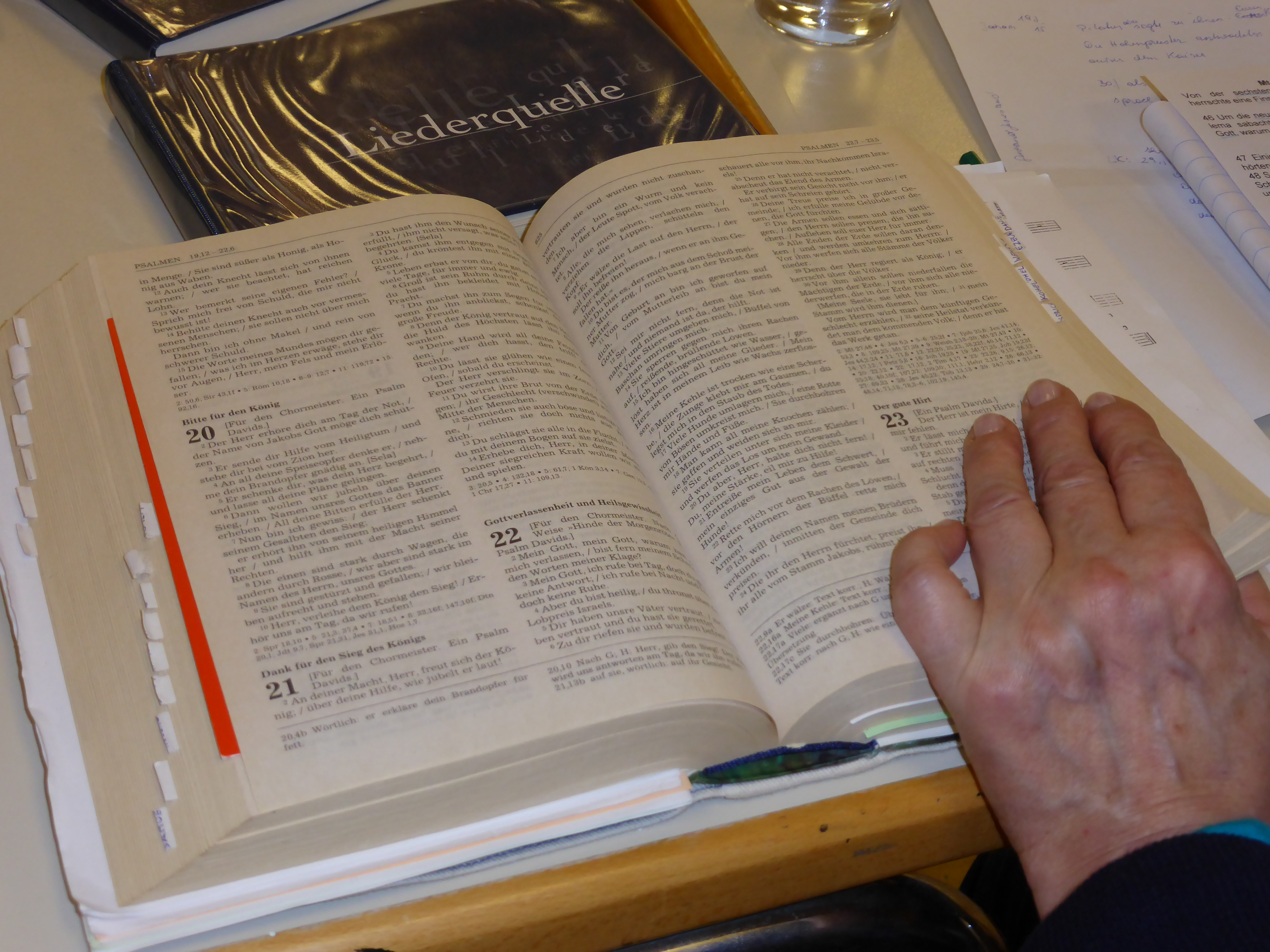
Im Buch der Psalmen aufgeschlagene Einheitsübersetzung (1980)

Die Einheitsübersetzung (EÜ) ist eine deutsche Bibelübersetzung für den liturgischen Gebrauch im römisch-katholischen Gottesdienst. Die Bibel, die vom Katholischen Bibelwerk herausgegeben wird, wurde von 1962 bis 1980 von katholischen Theologen unter Beteiligung evangelischer Theologen und zweier Frauen (als Beraterinnen) erarbeitet. Gemeinsam verantwortet waren das Neue Testament und die Psalmen.
Im April 2016 wurde eine zehnjährige Überarbeitung abgeschlossen; diese überarbeitete Fassung wird mittlerweile als „Einheitsübersetzung 2016“ bezeichnet. Berücksichtigt worden sind bei der Revision neue Erkenntnisse zu frühen Textzeugen und Änderungen im aktuellen Sprachgebrauch. Zudem wurde versucht, die ursprünglichen Sprachbilder und Formulierungen (insbesondere der Psalmen) soweit möglich ins Deutsche zu übertragen. Im September 2016 wurde diese Fassung vorgestellt; seit dem 6. Dezember 2016 ist sie erhältlich.

## Anlass
Die Erarbeitung der Einheitsübersetzung ist eine Folge der Reformen des Zweiten Vatikanischen Konzils. Das Zweite Vatikanum ließ neben dem Gebrauch des Lateinischen auch den der jeweiligen Landessprache in der Liturgie zu. Dadurch wurde auch die Erarbeitung neuer Bibelübersetzungen für den liturgischen Gebrauch in den Landessprachen dringlich: „Darum bemüht sich die Kirche, daß brauchbare und genaue Bibelübersetzungen in die verschiedenen Sprachen erarbeitet werden“ (Dei verbum Nr. 22).

## Name und Zielsetzung
Die Einheitsübersetzung sollte die einheitliche Bibel aller deutschsprachigen Bistümer werden. Der Name „Einheitsübersetzung“ spiegelt dieses Ziel wider. Entgegen einem verbreiteten Missverständnis bedeutet der Name nicht, dass eine gemeinsame Bibelübersetzung der römisch-katholischen und der evangelischen Kirche erstellt werden sollte. Zwar waren evangelische Theologen seit Beginn an den Arbeiten beteiligt, aber eine Ablösung der in der evangelischen Kirche gebräuchlichen Lutherbibel wurde von dieser zu keinem Zeitpunkt angestrebt.
Sprachlich sollte auf eine gute Verständlichkeit sowie auf einen gehobenen Stil geachtet werden. Um die umfassende Verwendbarkeit sicherzustellen, arbeiteten neben Theologen auch Sprachwissenschaftler, Experten für Liturgik, Katechetik, Didaktik, Medienpädagogik und Kirchenmusik bei der Ausarbeitung mit. Eingebunden in die Arbeiten war auch das Katholische Bibelwerk als Institution.
Dem Ziel guter Verständlichkeit und breiter Einsatzmöglichkeiten dienen auch die ausführlichen Einleitungen zu den einzelnen biblischen Büchern, die auch Erträge der historisch-kritischen Bibelwissenschaft aufgreifen, und zahlreiche Erklärungen, die dem Text als Fußnoten beigegeben sind.

## Textgrundlage
Die Zielvorgabe des Zweiten Vatikanums, eine „brauchbare und genaue“ Übersetzung zu erstellen, beinhaltete eine Erarbeitung „mit Vorrang aus dem Urtext der Heiligen Bücher“ (Dei verbum Nr. 22). Die bis dahin gültige Vorrangstellung der lateinischen Vulgata in der römisch-katholischen Kirche wurde damit aufgegeben. Das stellte die katholischen Theologen vor die Herausforderung, entgegen der bisher üblichen Praxis nicht mehr die lateinische Bibel ins Deutsche zu übertragen, sondern aus dem Hebräischen, Aramäischen und Griechischen ins Deutsche zu übersetzen. Die römisch-katholische Kirche verwirklichte damit eine Forderung der Reformation, die eine Rückkehr von der Vulgata zu den Quellen gefordert hatte.

## Erprobung und Approbation der Erstfassung (Einheitsübersetzung 1980)
Die Übersetzungsarbeit dauerte von 1962 bis 1974. Anschließend wurde die Übersetzung in der Praxis erprobt und von 1975 bis 1978 erneut überarbeitet. 1978 approbierte die Deutsche Bischofskonferenz die endgültige Fassung. Seitdem hat sich die Einheitsübersetzung in ihrer Zielsetzung bewährt und ist zur einheitlichen Textgrundlage der liturgischen Bücher der deutschsprachigen Bistümer geworden.

## Ökumenische Bedeutung und Revision

### Einheitsübersetzung 1980
Brüder aus der Evangelischen Michaelsbruderschaft hatten von Anfang an (also seit 1962) bei der Einheitsübersetzung mitgearbeitet. Auf Einladung der Deutschen Bischofskonferenz wirkten später auch von der Evangelischen Kirche in Deutschland (EKD) benannte Exegeten mit. 1970 schlossen die Bischofskonferenz und die EKD einen Vertrag über die gemeinsame Arbeit an der Einheitsübersetzung, die damit zu einem besonderen Zeichen der Ökumene in Deutschland wurde. Psalmen und Neues Testament der Einheitsübersetzung in der Version von 1980, inklusive aller Erklärungen und Beigaben, sind auch von der EKD mit verantwortet als ökumenische Texte. Die Einheitsübersetzung als ganzes wird in ökumenischen Veranstaltungen gern neben der Lutherbibel verwendet.
Eine ökumenische Vollbibel zu erstellen, war (und ist) nicht möglich, weil die evangelische Seite die griechisch überlieferten Schriften des Alten Testaments nicht als Bibel im eigentlichen Sinn anerkennt und sie maximal in einem Anhang zum Alten Testament unterbringt. Für die katholische Kirche ist aber eine Abstufung der Bedeutung zwischen griechischen und hebräischen Schriften des Alten Testaments grundsätzlich nicht akzeptabel.
Zur Arbeitsweise der Übersetzer schreibt Norbert Lohfink, Hauptübersetzer der Bücher Deuteronomium und Kohelet: „Die verantwortlichen Übersetzer waren alle Exegeseprofessoren. Sie hatten Rohübersetzungen anzufertigen, die dann in zahlreichen Tagungen Satz für Satz in jeweils ad hoc zusammengestellten Arbeitsgruppen diskutiert wurden. Später kamen in diese Gruppen zu den Hauptübersetzern noch Liturgiker, Religionspädagogen, Pastoren aus der Evangelischen Michaelsbruderschaft (damit die Sache ökumenisch wurde) und Germanisten aus dem Umkreis von Walter Jens, noch später auch Schriftsteller. Die letzte Verantwortung trug der jeweilige Hauptübersetzer.“ Mitgearbeitet haben Eleonore Beck und Gabriele Miller, zu den beratenden Schriftstellern gehörte auch Heinrich Böll.

#### Kennzeichen der Einheitsübersetzung 1980
- Die Einheitsübersetzung von 1980 gibt den Gottesnamen JHWH, der in der Hebräischen Bibel fast 7.000 Mal vorkommt, aufgrund der jüdischen Tradition, den Namen Gottes nicht auszusprechen, fast immer mit „der Herr“ wieder. In etwa 100 Fällen[8] wurde „Jahwe“ gewählt:

1. Zentralaussagen des jüdischen Glaubens wie Deuteronomium 6,4: „Höre, Israel! Jahwe, unser Gott, Jahwe ist einzig.“
2. im Gespräch mit Außenstehenden, die den Gott Israels nicht kennen, zum Beispiel der Pharao im Buch Exodus.

- Der alttestamentliche Zentralbegriff חֶסֶד (chesed) wird von der Einheitsübersetzung regelmäßig mit „Huld“ übersetzt. Dieses Wort bringt sehr gut die im AT gemeinte Bundestreue Gottes zum Ausdruck, nämlich die freundliche Zuwendung des Überlegenen zum Schwächeren – dadurch eignet es sich gut für konkordante Bibelübersetzungen wie „Die Schrift“ von Buber und Rosenzweig. Aber das Wort ist im Deutschen veraltet, und das hat Konsequenzen: „Wenn nun in jedem zweiten oder dritten Psalm Gott für seine ‚Huld‘ gefeiert wird, so weckt das Wort keinerlei Emotionen, es hat keine Anknüpfungspunkte im Alltagsgebrauch.“[9]. Das Wort „Huld“ wird daher von anderen gängigen deutschen Bibelübersetzungen nur an einzelnen Stellen verwendet und kann ein Hinweis darauf sein, dass ein Bibeltext der EÜ entnommen wurde.
- Der alttestamentliche Zentralbegriff תורה (tora) wird von der Einheitsübersetzung häufig mit „Weisung“ übersetzt, an Stellen, die die Lutherbibel mit „Gesetz“ wiedergibt. Dadurch gewinnt zum Beispiel der Torapsalm 119 in der Einheitsübersetzung einen anderen Charakter als in der Lutherbibel. Auch hier ist ein Einfluss der Übersetzung von Buber und Rosenzweig anzunehmen.
- Das Wort Pascha, das im Neuen Testament, der Septuaginta folgend, als aramäisches Lehnwort im griechischen Text vorkommt (πασχα), steht auch im Alten Testament für das hebräische Pessach.
- Folgende Texte im Neuen Testament wurden von der ökumenischen Kommission doppelt übersetzt, wobei sich die für die Liturgie vorgesehene Übersetzung im Haupttext befindet: Lukas 1, 46–55 (Magnificat); Lukas 1, 68–79 (Benedictus); Lukas 2, 29–32 (Nunc dimittis).
- In Psalm 124, 8a übernahm die Einheitsübersetzung von 1980 als ökumenische Geste eine bekannte Formulierung der Lutherbibel: „Unsere Hilfe steht im Namen des Herrn“ und vermerkte als Fußnote dazu: „In vielen Gebeten der katholischen Liturgie ist die herkömmliche Übersetzung gebräuchlich: Unsere Hilfe ist im Namen des Herrn.“

### Revidierte Einheitsübersetzung
Die Bischofskonferenz (DBK) beschloss 2002 eine moderate Revision der Übersetzung. Im Herbst 2003 wurde eine Arbeitsstelle „Bücher der Kirche“ beim Sekretariat der DBK eingerichtet, die neben der Bibelrevision auch die Neuausgabe liturgischer Bücher betreute. Das Katholische Bibelwerk war ab jetzt als Institution in die Arbeiten nicht mehr eingebunden.

#### Rückzug der EKD
Auch die revidierte Einheitsübersetzung sollte ursprünglich ein gemeinsames Projekt mit der evangelischen Kirche sein. Es kam vor Beginn der Revision zu einem Konflikt zwischen der römisch-katholischen und der evangelischen Seite, in dessen Folge die EKD den 1970 geschlossenen Vertrag im Jahre 2005 aufkündigte, weil die römisch-katholische Kirche auf der Befolgung der römischen Instruktion Liturgiam authenticam (28. März 2001) bestehen musste, die die revidierte lateinische Bibel (Nova Vulgata) zur Norm bei strittigen Entscheidungen machte. Das bis dahin praktizierte Konsensprinzip galt nicht mehr, nach dem bei strittigen Fragen eine Gemeinsamkeit zwischen den Konfessionen erreicht werden musste. Zudem sollte die Revision nach ihrem Abschluss einer päpstlichen Approbation unterzogen werden, was die EKD ebenfalls ablehnte. Die Reaktionen auf das Scheitern der gemeinsamen Übersetzung waren unterschiedlich. Die katholische Kirche reagierte mit Unverständnis. Der damalige Vorsitzende der katholischen deutschen Bischofskonferenz, Karl Kardinal Lehmann, sprach von einer „erheblichen Belastung“ für die Ökumene und warf den EKD-Vertretern einen zu plötzlichen Rückzug ohne Klärungsversuch vor. Auch der Rat der EKD bedauerte die Entwicklung, erklärte aber, er habe „alle erdenklichen Anstrengungen unternommen, um das jetzt eingetretene Ergebnis zu vermeiden.“

#### Die Revisionsarbeit (ab 24. Januar 2006)
Abgesehen von Einzelkorrekturen aus sprachlichen oder exegetischen Gründen (über den ganzen Bibeltext verteilt) gab es folgende Hauptaufgaben für die Revisoren:
- Rücknahme von Übersetzungen, denen hypothetische Korrekturen am hebräischen Text (Konjekturen) zugrunde lagen, und stattdessen die Übersetzung des masoretischen Textes;
- Neuübersetzung der griechisch überlieferten Bücher des Alten Testaments dort, wo die Septuaginta-Forschung mittlerweile einen anderen Grundtext festgestellt hat; das Buch Jesus Sirach wurde komplett neu übersetzt.[17]

Im Vollzug der Arbeit stellte sich den Exegeten bald eine weitere Aufgabe:
- Der Urtext soll mit seinen Sprachbildern und Leitworten in der Übersetzung erkennbar werden („durchscheinen“).[18] Hier nähert sich die Revision grundtextorientierten Übersetzungen wie der Elberfelder Bibel an. Die Einheitsübersetzung war bisher eine zielsprachenorientierte Übersetzung; die revidierte Einheitsübersetzung kombiniert nun beide Übersetzungstypen.[19]
- Bei den Psalmen hatte die katholische Exegese (Norbert Lohfink, Georg Braulik, Frank-Lothar Hossfeld, Erich Zenger) in den Vorjahren eine Wende von der Psalmenexegese zur Psalterexegese vollzogen, die teilweise eine Neuübersetzung dieser poetischen Texte erforderlich machte.[20] Obwohl auch der Psalter von 1980 für das liturgische Singen geeignet sein sollte, stellte dies doch an die Sänger hohe Anforderungen. Hier arbeiteten die Exegeten bei der Neubearbeitung der Psalmen mit der Redaktion des Gotteslobs zusammen, um „den Textrhythmus so zu verteilen, dass an falschen Stellen keine unsingbaren Betonungen zu stehen kamen.“[9]

Bei einer Auftaktveranstaltung für die mit der Revision beauftragten Fachleute am 6. Februar 2006 wurde auch diskutiert, ob die revidierte Einheitsübersetzung das Buch Ester doppelt übersetzen sollte, sowohl aus der hebräischen Version als auch aus der davon abweichenden griechischen Version (Septuaginta). So geht zum Beispiel die Gute Nachricht Bibel mit der Verschiedenheit beider Textversionen um. Das wurde aber bei der Revision der Einheitsübersetzung nicht weiter verfolgt, und so blieb es bei einem modern geschaffenen Mischtext: das hebräische Esterbuch wird mit mehreren Zusätzen aus dem griechischen Esterbuch blockartig erweitert.
Während die Exegeten bei der Erstübersetzung seinerzeit in kleinen Teams gearbeitet hatten, gingen die Revisoren den von ihnen zu prüfenden Text diesmal in Einzelarbeit durch. Die Exegeten kommunizierten direkt mit dem Leitungsgremium, das über alle Änderungen entschied. Dieser Endredaktion gehörten an: Alois Kothgasser, Martin Gächter, Wilhelm Egger und Joachim Wanke.
„Über allem lag (…) der Schleier der für alle Beteiligten verordneten Diskretion“, deshalb gelangten immer nur einzelne Informationen an die Öffentlichkeit. Im Februar 2010 war die Revisionsarbeit am Neuen Testament zu diesem Zeitpunkt bereits abgeschlossen und die Arbeit am Alten Testament war soweit fortgeschritten, dass ein Abschluss der Arbeiten für das Jahr 2011 erwartet wurde. Der Stand der Neufassung vom Februar 2010 bevorzugte geschlechtsneutrale Formulierungen und verzichtete konsequent auf die Wiedergabe des Gottesnamens JHWH als „Jahwe“.

#### Rekognoszierung in Rom und Einführung der neuen Einheitsübersetzung
Danach wurden die Texte allerdings noch von den entsprechenden Gremien der deutschsprachigen Bischofskonferenzen und des Vatikans genehmigt; die Dauer des Genehmigungsprozesses war zu diesem Zeitpunkt noch nicht abzusehen. Bei der Frühjahrsvollversammlung der Deutschen Bischofskonferenz 2012 wurde eine Approbationsvorlage des Neuen Testamentes vorgelegt und angenommen. Ein Jahr später nahm die Vollversammlung die revidierten Approbationsvorlagen für das Neue und das Alte Testament an. Im April 2016 kündigte Reinhard Kardinal Marx an, dass die revidierte Fassung im Herbst 2016 erscheinen werde. Seit Dezember 2016 ist die neue, überarbeitete Einheitsübersetzung erhältlich. Dass sie fast gleichzeitig mit der revidierten Lutherbibel erschien, war nicht geplant, sondern ergab sich aus Verzögerungen gegenüber dem ursprünglichen Zeitplan.
Die neue Einheitsübersetzung wurde am ersten Advent 2018 in der katholischen Kirche in den deutschsprachigen liturgischen Büchern für die Gottesdienste eingeführt, beginnend mit dem Lektionar für das Lesejahr C. Im Herbst 2019 beziehungsweise 2020 erschienen die Lektionare der Lesejahre A und B.

#### Kennzeichen der Einheitsübersetzung 2016
- Die Einheitsübersetzung von 2016 ist laut Bischof Joachim Wanke „näher am Urtext und die Sprache wirkt biblischer“.[8]
- Der Gottesname JHWH wird durchgehend mit „[der] HERR“ wiedergegeben[8] (wo „Herr“ und „JHWH“ nebeneinander stehen, heißt es „GOTT, der Herr“, zum Beispiel Ezechiel 3,27).
- Das Wort Pascha, das im Neuen Testament, der Septuaginta folgend, als aramäisches Lehnwort im griechischen Text vorkommt (πασχα), ist im Alten Testament durch die hebräische Form Pessach ersetzt:
  - „Esst es hastig! Es ist die Paschafeier für den Herrn.“ (Exodus 12,11 – 1980)
„Esst es hastig! Es ist ein Pessach für den HERRN.“ (Exodus 12,11 – 2016)
- Die Gemeindeanrede adelphoi („Brüder“) in den Apostelbriefen ist mit „Brüder und Schwestern“ wiedergegeben.[8]
- Die im Alten und Neuen Testament häufige Interjektion „siehe“ (הנה – ἰδοὺ), die in der deutschen Gegenwartssprache nicht mehr vorkommt und in der Einheitsübersetzung 1980 nicht oder durch Umschreibung wiedergegeben war, ist wieder aufgenommen:
  - „Seht doch, wie gut und schön ist es, wenn Brüder miteinander in Eintracht wohnen.“ (Psalm 133.1 – 1980)
„Siehe, wie gut und wie schön ist es, wenn Brüder miteinander in Eintracht wohnen.“ (Psalm 133,1 – 2016)
  - „Der Engel aber sagte zu ihnen: Fürchtet euch nicht, denn ich verkünde euch eine große Freude.“ (Lukas 2,10 – 1980)
„Der Engel sagte zu ihnen: Fürchtet euch nicht, denn siehe, ich verkünde euch eine große Freude.“ (Lukas 2,10 – 2016)
- Die Anmerkungen sind äußerst knapp gehalten und beschränken sich häufig auf die Angabe von Textvarianten.

Die in Rom approbierte, revidierte Textfassung von 2016 enthielt einen sinnentstellenden Fehler in Matthäus 21,28–32, der in allen seit September 2017 ausgelieferten Bibeln sowie der Online-Version korrigiert worden ist. Für die Besitzer der Erstauflage bietet das Bibelwerk einen passenden Aufkleber an, mit dem der Text korrigiert werden kann.

#### Dogmatisch relevante Textstellen
Wo es verschiedene Lesarten oder Übersetzungsmöglichkeiten gibt, wird sowohl in der EÜ 1980 als auch in der EÜ 2016 an christologisch bedeutsamen Stellen in der Regel (Ausnahmen: Röm 9,5 und natürlich 1 Joh 5,7–8, siehe unten) die Textfassung gewählt, die das herkömmliche Verständnis und die Lehre von der Gottheit Jesu und der Jungfrauengeburt stützt (häufig mit Angabe der anderen Variante in einer Anmerkung):
- Gen 3,15: EÜ 1980: „Feindschaft setze ich zwischen dich und die Frau, zwischen deinen Nachwuchs und ihren Nachwuchs. Er trifft dich am Kopf und du triffst ihn an der Ferse.“ EÜ 2016: „Und Feindschaft setze ich zwischen dir und der Frau, zwischen deinem Nachkommen und ihrem Nachkommen. Er trifft dich am Kopf und du triffst ihn an der Ferse.“ In der EÜ 2016 wird also das Wort זֶרַע (zæraʿ = Samen) individuell und damit im altkirchlichen Sinne des „Protoevangeliums“ messianisch verstanden, wohingegen durch die Formulierung der EÜ 1980 sowohl eine kollektive als auch eine individuelle Deutung möglich war (wie auch in der Lutherbibel und in der Nova Vulgata durch die wortgetreue Übersetzung „Samen“ bzw. „semen“).
- Psalm 45,7 (zitiert in Hebr 1,8 EU): EÜ 1980: „Dein Thron, du Göttlicher, steht für immer und ewig; / das Zepter deiner Herrschaft ist ein gerechtes Zepter.“ EÜ 2016: „Dein Thron, Gott, steht für immer und ewig; ein gerechtes Zepter ist das Zepter deines Königtums.“ Dagegen versteht Martin Buber in seiner urtextnahen Bibelübertragung אֱלֹהיִם (ʾelohim = Gott) nicht als Anrede an den König, sondern als Genitiv und übersetzt: „Dein Stuhl ist Gottes in Zeit und Ewigkeit, ein Stab der Geradheit der Stab deines Königtums“[34] (entsprechend auch Alfons Deissler[35] und die Gute Nachricht Bibel Ps 45,7 GNB).
- Psalm 110,3 (beide Male übersetzt nach der LXX/Septuaginta): EÜ 1980: „Dein ist die Herrschaft am Tag deiner Macht, / (wenn du erscheinst) in heiligem Schmuck; / ich habe dich gezeugt noch vor dem Morgenstern, / wie den Tau in der Frühe.“ EÜ 2016: „Dich umgibt Herrschaft am Tag deiner Macht, im Glanz des Heiligtums. Ich habe dich aus dem Schoß gezeugt vor dem Morgenstern.“ – In der Anmerkung wortgetreue Übersetzung des hebräischen Urtextes: „Dein Volk ist Bereitschaft am Tag deiner Macht. In der Pracht der Heiligkeit, aus dem Schoß der Morgenröte, für dich ist Tau deine Jugend.“
- Jesaja 7,14 (beide Male übersetzt nach der LXX, die עַלְמׇה/ʿalmah ‚junge Frau‘ mit παρθένος/parthénos ‚Jungfrau‘ wiedergibt, wie dann von Mt 1,23 EU zitiert): EÜ 1980: „Darum wird euch der Herr von sich aus ein Zeichen geben: Seht, die Jungfrau wird ein Kind empfangen, sie wird einen Sohn gebären, und sie wird ihm den Namen Immanuel (Gott mit uns) geben.“ EÜ 2016: „Darum wird der Herr selbst euch ein Zeichen geben: Siehe, die Jungfrau hat empfangen, sie gebiert einen Sohn und wird ihm den Namen Immanuel geben.“ – Dazu die Anmerkung: „vgl. Mt 1,23; das hebräische Wort alma bedeutet eigentlich junge Frau.“
- Markus 6,3: EÜ 1980 + 2016: „Ist das nicht der Zimmermann, der Sohn der Maria und der Bruder von Jakobus, Joses, Judas und Simon? Leben nicht seine Schwestern hier unter uns?“ Die älteste Lesart lautet hier: „(…) der Sohn des Zimmermanns und der Maria (…)“; so übernommen von Ulrich Wilckens in seiner ökumenisch angelegten Übersetzung des Neuen Testaments[36] mit der Anmerkung, die im Gros der Handschriften enthaltene Fassung „der Zimmermann“ beruhe wahrscheinlich auf einer Textänderung späterer Abschreiber, die mit Rücksicht auf die Lehre von der Jungfrauengeburt vorgenommen worden sei.
- Johannes 1,18: EÜ 1980 + 2016: „Niemand hat Gott je gesehen. Der Einzige, der Gott ist und am Herzen des Vaters ruht, er hat Kunde gebracht.“ Andere Lesart (in der EÜ unberücksichtigt): „Der einziggeborene Sohn, der am Herzen des Vaters ruht (…)“
- Philipper 2, 6–7: Eine korrekte wörtliche Übersetzung dieser beiden Verse gibt die EÜ 2016 als Anmerkung: „Er, der in der Gestalt Gottes war, / sah das Gott-gleich-Sein nicht als Raub (oder etwas zu Raubendes) an, / sondern entäußerte sich, / nahm Knechtsgestalt an, / wurde den Menschen gleich / und der Erscheinung nach ganz als Mensch erfunden.“ Es sind hier also in Parallele gesetzt „Gestalt Gottes“ (μορφή θεοῦ/morphē theoū; Vers 6) zu „Knechtsgestalt“ (μορφή δούλου/morphē doúlou; Vers 7) und „Gott gleich“ (ἴσα θεῷ/ísa theōi; Vers 6) zu „den Menschen gleich“ (ἐν ὁμοιώματι ἀνθρώπων/en homoiómati anthrṓpōn; Vers 7). Im Text der EÜ 1980 wurden, um Jesu Gottgleichheit klar auszudrücken, die jeweiligen Entsprechungen so nicht übernommen, sondern gewissermaßen „über Kreuz“ wiedergegeben: „6 Er war Gott gleich, / hielt aber nicht daran fest, wie Gott zu sein, / 7 sondern er entäußerte sich / und wurde wie ein Sklave / und den Menschen gleich. / Sein Leben war das eines Menschen.“ In der EÜ 2016 wird nun in Vers 6 ganz auf eine sprachliche Unterscheidung zwischen μορφή θεοῦ und ἴσα θεῷ verzichtet: „6 Er war Gott gleich, hielt aber nicht daran fest, Gott gleich zu sein, 7 sondern er entäußerte sich und wurde wie ein Sklave und den Menschen gleich. Sein Leben war das eines Menschen“, obwohl grundsätzlich eine möglichst konkordante Übersetzung angestrebt ist.[37]
- Titus 2,13: EÜ 1980 + 2016: „(…) während wir auf die selige Erfüllung unserer Hoffnung warten: auf das Erscheinen der Herrlichkeit unseres großen Gottes und Retters Christus Jesus.“ Andere Übersetzungsmöglichkeit (vermerkt als Anmerkung in der EÜ 2016): „(…) des großen Gottes und unseres Retters Christus Jesus.“
- 2 Petrus 1,1: EÜ 1980 + 2016: „Simon Petrus, Knecht und Apostel Jesu Christi, an jene, die durch die Gerechtigkeit unseres Gottes und Retters Jesus Christus den gleichen kostbaren Glauben erlangt haben wie wir.“ Andere Übersetzungsmöglichkeit (vermerkt als Anmerkung in der EÜ 2016): „(…) unseres Gottes und des Retters Jesus Christus (…)“
- Römer 9,5: EÜ 1980: „(…) sie haben die Väter, und dem Fleisch nach entstammt ihnen der Christus, der über allem als Gott steht, er ist gepriesen in Ewigkeit. Amen.“ Entgegen dieser ersten Fassung und der Tendenz bei allen anderen bisher angeführten Beispielen wählt die EÜ 2016 an dieser Stelle die hier ebenfalls mögliche Übersetzung: „(…) ihnen gehören die Väter und ihnen entstammt der Christus dem Fleische nach. Gott, der über allem ist, er sei gepriesen in Ewigkeit. Amen.“
- Der unechte trinitarische Einschub in 1 Joh 5,7–8 EU (Comma Johanneum) wird in einer Anmerkung vermerkt.

An den Stellen Ps 45,7, Ps 110,3, Jes 7,14, Mk 6,3 und Joh 1,18 geht die EÜ mit der Nova Vulgata (1979) und auch mit der Lutherbibel 2017 konform; bei Röm 9,5 entspricht die EÜ 1980 der Nova Vulgata und früheren Ausgaben der Lutherbibel, die EÜ 2016 der Lutherbibel 2017. Zu Gen 3,15 siehe oben.

## Bibliographie

### Textausgaben
- Die Bibel. Altes und Neues Testament; Einheitsübersetzung. Hrsg. im Auftrag der Bischöfe Deutschlands, Österreichs, der Schweiz u. a. Freiburg, Katholische Bibelanstalt, Stuttgart 1980.
- Die Bibel. Einheitsübersetzung der Heiligen Schrift. Gesamtausgabe, im Auftrag der Deutschen Bischofskonferenz, der Österreichischen Bischofskonferenz, der Schweizer Bischofskonferenz u. a., vollständig durchgesehene und überarbeitete Ausgabe, Katholische Bibelanstalt, Stuttgart 2016.

### Zur Revision der Einheitsübersetzung
- Katrin Brockmüller: Die neue Einheitsübersetzung entdecken. Stuttgart 2017, ISBN 978-3-944766-91-1.
- Thomas Söding: Die Bibel für alle. Kurze Einführung in die neue Einheitsübersetzung. Herder 2017, ISBN 978-3-451-37813-3.
- Michael Theobald: Für Gottesdienst und Schule. Die Einheitsübersetzung und ihre Revision. In: Bibel und Kirche 1/2014, S. 20–24. (online: https://www.bibelwerk.de/sixcms/media.php/157/BiKi_14-1_Uebersetzen_Theobald.pdf)
- Christoph Dohmen: Ein Wieder-Sehen mit der Bibel. Die Revision der Einheitsübersetzung kann Text und Leser zusammenführen. In: Bibel und Kirche 2/2017, S. 84–92.
- Walter Kirchschläger: Der schwierige Weg zur Übersetzungsrevision. In: Bibel und Kirche 2/2017, S. 105–111.
- Egbert Ballhorn: Die Revision des Psalters der Einheitsübersetzung. In: Bibel und Kirche 2/2017, S. 124–131.